# Арва (Верчели)
Арва је насеље у Италији у округу Верчели, региону Пијемонт.
Према процени из 2011. у насељу је живело 45 становника. Насеље се налази на надморској висини од 555 м.